# 대협강
대협강(大鋏綱. Megacheira)은 커다란 돌기가 있는 다리가 달린 포식성 절지동물이다. 이들의 분류학적 위치는 진절지동물의 줄기군인지 또는 협각류의 줄기군인지 추정해보는 연구로 인해 논쟁 상태에 빠져 있다. 다른 절지동물의 머리 다리와 대협지의 상동성도 논쟁의 여지가 있다. 대협강에 명백히 속하는 구성원들은 캄브리아기 초기에서 오르도비스기 후기까지 전세계 해양 환경에 존재했다.

## 형태

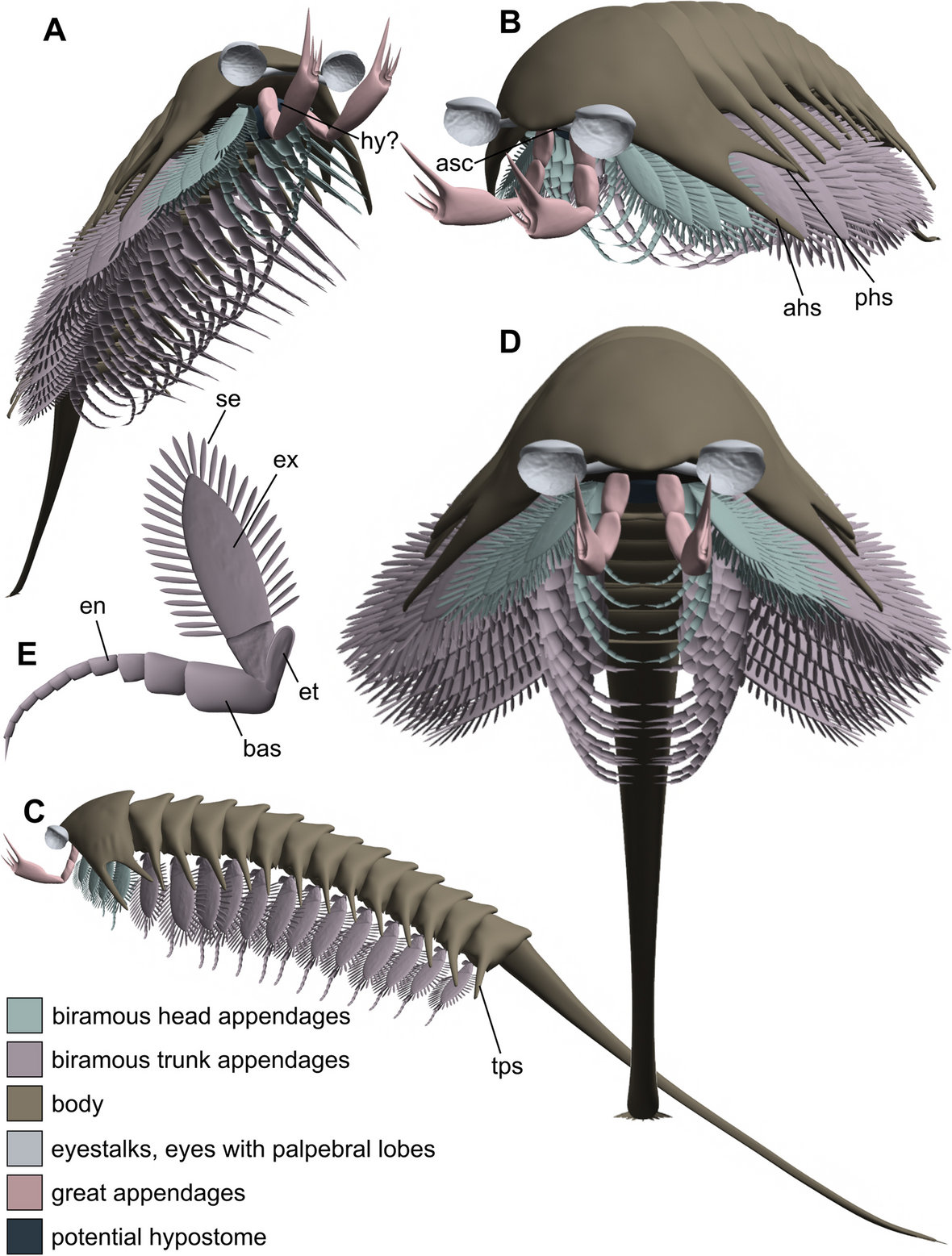
탕글랑기아의 삼차원 모델 en=내지, ex=외지

대협류는 한 쌍의 일분지형 '대협지'의 존재로 정의된다. 한 두 개의 극근위마디는 돌기가 없는 반면,, 나머지 서너 개의 원위마디에는 보통 마디의 말단부를 향해 위쪽을 가리키는 뾰족한 돌기를 마디마다 하나 씩 가지고 있으며, 돌기가 없는 근위마디는 대개 팔꿈치 역할을 하는 관절로 뾰족한 돌기가 난 원위마디에 연결되어 위를 향해 굽어 있다. 대협지는 포식용으로 먹이를 잡기에 알맞은 다리로 해석한 적이 있는데, 이오호이아 등의 일부 대협류 동물의 이 다리는 구조상 갯가재의 포획용 턱다리와 비교할 수 있다. 레안코일리아 및 이아우니크 등 레안코일리아과의 대협지에 달린 돌기들은 편모 형태의 구조물이 길다랗게 달려 있어, 사냥 겸 감지 역할을 한 것으로 보고 있다. 몸은 전체적으로 머리와 몸통으로 나뉜다. 대협류의 이분지는 상동이며, 내지는 대개 7마디로 나뉘고, 외지는 아가미깃이 테두리를 감싼 모습의 노 모양이다. 몸 끝에 있는 꼬리마디의 형태가 다양하다. 일부 대협류의 이분지에는 적어도 겉돌기가 있을 것으로 추정된다.

## 분류
대협강 내의 일부 세분류는 중국의 캄브리아기 초에 출현한 지안펑기아과(Jianfengiidae) 뿐만 아니라 북아메리카, 중국, 오스트레일리아에 살았으며 캄브리아기 초중반에 출현한 협형류(Cheiromorpha)에도 속하는 것으로 인정된다. 대협류는 단계통군이 불분명하여 일부 연구에서는  일부 연구에서는 이 그룹을 다계통군으로 복구시켰다. 가장 최근에 발견된 명백한 대협류는 북아메리카의 오르도비스기 후기에 출현했던 레안코일리아과의 로만쿠스이다.
이전에 방사치목으로 착각했던 중국의 캄브리아기 지층에서 발굴한 파라페이토이아의 경우 나중에 대협류의 구성원으로 추정되었다. 대협지를 닮은 머리 부속지의 존재로 인해 대협류일 가능성이 있는 동물로는 영국의 실루리아기 지층에서 발견된 에날리크테르와 독일의 데본기 초반 지층에서 발견된 분덴바키엘루스가 있다. 그러나 대협류와의 연관성은 부속지의 불확실한 상동 관계 때문에 의문이 존재한다. 코테니켈라는 다양한 절지동물 종의 키메라 화석인 것으로 보고 있다. 포르펙시카리스, 오우알리케팔루스, 오카카리스 등의 일부 이매갑류에서 대협류에 이르는 이전의 포함 여부는 후속 조사에서 의문이 제기되었다. 대개 갑각류의 근연으로 여겨지는 캄브리아기 후기 오르스텐 동물군의 오일란도카리스도 일부 연구에서는 대협류로 보고 있기도 한다.
- 포르티포르켑스(왼쪽)와 스클레롤리비온(오른쪽)의 복원도
- 젠펑기아의 복원도
- 레안코일리아의 대협지를 확대한 모습
- 이아우니크의 복원도
- 로만쿠스의 복원도
- 오이토케르쿠스의 복원도

### 하위 속
- † 탕글랑기아 Tanglangia
- †오일란도카리스 Oelandocaris?
- †젠펑기아과
  - 스클레로리비온 Sklerolibyon
  - 젠펑기아 Jianfengia
  - 파라페이토이아 Parapeytoia?
  - 포르티포르켑스 Fortiforceps
- †코테니켈라과?
  - 코테니켈라 Kootenichela?
  - 워르테넬라 Worthenella?
- †협형류 (Cheiromorpha)
  - 이오호이아
  - 하이커우카리스 Haikoucaris
  - 레안코일리아목
    - 에날릭테르과?
      - 에날리크테르 Enalikter?
      - 분덴바키엘루스 Bundenbachiellus?

    - 레안코일리아과
      - 악타이우스 Actaeus
      - 알랄코메나이우스 Alalcomenaeus
      - 레안코일리아 Leanchoilia
      - 오이스토케르쿠스 Oestokerkus
      - 야우니크Yawunik
      - 카노쇼이아 Kanoshoia
      - 로만쿠스 Lomankus

### 다른 절지동물과의 연관성
대협류는 협각류 줄기군 또는 절지동물의 줄기군으로 추정되는데, 전자의 가설은 신경구조와 함께 대협지의 협각과 유사한 형태를 기반으로 하고 있으며, 현생 협각류의 것을 닮은 작아진 윗입술이 존재한다는 점에서 협각과 대협지가 상동 구조라는 주장이 있다. 다른 연구에 따르면 대협지가 이속시스 및 방사치류의 전방부속지와 상동 구조라는 주장에 근거하여 대협류가 절지동물 줄기군이라고 추정한다. 이 정체에 대해서는 논란의 여지가 있는데, 다른 저자들에 따르면 방사치류의 전방부속지가 현대 절지동물의 윗입술과 상동이라고 한다.

### 내용주
1. ↑  학명의 뜻은 라틴어로 '커다란 손'을 뜻한다.
2. ↑  두 개의 근위마디 중 추정되는 맨 앞의 마디에 실제로 관절막이 있는지는 논쟁 중에 있다.[5]
3. ↑  즉 서로 거의 차별화되지 않음
4. ↑  포르티포르켑스. 지안펑기아, 스클레롤리비온, 파라페이토이아 등이 여기에 속한다.
5. ↑  이오호이아, 하이커우카리스, 레안코일리아 등이 포함된다. 몸마디의 수가 적다는 점(11~13마디)에서 지안펑기아과(20마디 이상)와 구별된다.

### 참고주
1. ↑  Parry, Luke A.; Briggs, Derek E.G.; Ran, Ruixin; O'Flynn, Robert J.; Mai, Huijian; Clark, Elizabeth G.; Liu, Yu (2024년 10월 29일). “A pyritized Ordovician leanchoiliid arthropod”. 《Current Biology》. doi:10.1016/j.cub.2024.10.013.
2. ↑  Stein, Martin (March 2010) [26 February 2010]. “A new arthropod from the Early Cambrian of North Greenland, with a 'great appendage'-like antennula”. 《Zoological Journal of the Linnean Society》 158 (3): 477–500. doi:10.1111/j.1096-3642.2009.00562.x.
3. 1 2  Aria, Cédric (2022년 4월 26일). “The origin and early evolution of arthropods”. 《Biological Reviews》 (영어) 97 (5): 1786–1809. doi:10.1111/brv.12864. ISSN 1464-7931. PMID 35475316. S2CID 243269510. 2024년 5월 8일에 확인함.
4. ↑  Liu, Cong; Fu, Dongjing; Wu, Yu; Zhang, Xingliang (July 2024). “Cambrian euarthropod Urokodia aequalis sheds light on the origin of Artiopoda body plan”. 《iScience》 27 (8): 110443. Bibcode:2024iSci...27k0443L. doi:10.1016/j.isci.2024.110443. PMC 11325232 |pmc= 값 확인 필요 (도움말). PMID 39148713.
5. 1 2 3 4 5 6  Aria, Cédric; Zhao, Fangchen; Zeng, Han; Guo, Jin; Zhu, Maoyan (2020년 12월). “Fossils from South China redefine the ancestral euarthropod body plan”. 《BMC Evolutionary Biology》 (영어) 20 (1): 4. Bibcode:2020BMCEE..20....4A. doi:10.1186/s12862-019-1560-7. ISSN 1471-2148. PMC 6950928. PMID 31914921.
6. 1 2  Haug, Joachim T.; Waloszek, Dieter; Maas, Andreas; Liu, Yu; Haug, Carolin (2012년 3월). “Functional morphology, ontogeny and evolution of mantis shrimp-like predators in the Cambrian: MANTIS SHRIMP-LIKE CAMBRIAN PREDATORS”. 《Palaeontology》 (영어) 55 (2): 369–399. doi:10.1111/j.1475-4983.2011.01124.x.
7. ↑  Aria, Cédric; Caron, Jean-Bernard; Gaines, Robert (2015). “A large new leanchoiliid from the Burgess Shale and the influence of inapplicable states on stem arthropod phylogeny”. 《Palaeontology》 58 (4): 629–660. Bibcode:2015Palgy..58..629A. doi:10.1111/pala.12161. S2CID 86443516.
8. ↑  Liu, Yu; Edgecombe, Gregory D.; Schmidt, Michel; Bond, Andrew D.; Melzer, Roland R.; Zhai, Dayou; Mai, Huijuan; Zhang, Maoyin; Hou, Xianguang (2021 -07-30). “Exites in Cambrian arthropods and homology of arthropod limb branches”. 《Nature Communications》 12 (1): 4619. Bibcode:2021NatCo..12.4619L. doi:10.1038/s41467-021-24918-8. ISSN 2041-1723. PMC 8324779. PMID 34330912.
9. ↑  Parry, Luke A.; Briggs, Derek E.G.; Ran, Ruixin; O’Flynn, Robert J.; Mai, Huijuan; Clark, Elizabeth G.; Liu, Yu (2024년 10월). “A pyritized Ordovician leanchoiliid arthropod”. 《Current Biology》 (영어). doi:10.1016/j.cub.2024.10.013.
10. ↑  Stein, Martin (2010년 3월 1일). “A new arthropod from the Early Cambrian of North Greenland, with a 'great appendage'-like antennula”. 《Zoological Journal of the Linnean Society》 (영어) 158 (3): 477–500. doi:10.1111/j.1096-3642.2009.00562.x. ISSN 0024-4082. 2019년 10월 29일에 확인함.
11. ↑  Xian-Guang, Hou; Siveter, David J.; Siveter, Derek J.; Aldridge, Richard J.; Pei-Yun, Cong; Gabbott, Sarah E.; Xiao-Ya, Ma; Purnell, Mark A.; Williams, Mark (2017년 4월 24일). 《The Cambrian Fossils of Chengjiang, China: The Flowering of Early Animal Life》 (영어). John Wiley & Sons. ISBN 9781118896389. 2021년 5월 10일에 확인함.
12. ↑  Daley, Allison C.; Budd, Graham E.; Caron, Jean-Bernard; Edgecombe, Gregory D.; Collins, Desmond (2009년 3월 20일). “The Burgess Shale Anomalocaridid Hurdia and Its Significance for Early Euarthropod Evolution”. 《Science》 (영어) 323 (5921): 1597–1600. Bibcode:2009Sci...323.1597D. doi:10.1126/science.1169514. ISSN 0036-8075. PMID 19299617. S2CID 206517995.
13. ↑  Siveter, Derek J.; Briggs, Derek E. G.; Siveter, David J.; Sutton, Mark D.; Legg, David; Joomun, Sarah (2014년 3월 7일). “A Silurian short-great-appendage arthropod”. 《Proceedings of the Royal Society B》 281 (1778): 20132986. doi:10.1098/rspb.2013.2986. PMC 3906945. PMID 24452026.
14. ↑  Derek J. Siveter; Derek E. G. Briggs; David J. Siveter; Mark D. Sutton; David Legg; Sarah Joomun (2015). “Enalikter aphson is an arthropod: a reply to Struck et al. (2014)”. 《Proceedings of the Royal Society B》 282 (1804): 20142663. doi:10.1098/rspb.2014.2663. PMC 4375861.
15. ↑  Aria, Cédric (2022년 10월). “The origin and early evolution of arthropods”. 《Biological Reviews》 (영어) 97 (5): 1786–1809. doi:10.1111/brv.12864. ISSN 1464-7931. PMID 35475316. S2CID 243269510. 2024년 5월 8일에 확인함.
16. ↑  Ortega-Hernández, Javier; Janssen, Ralf; Budd, Graham E. (2017년 5월 1일). “Origin and evolution of the panarthropod head – A palaeobiological and developmental perspective”. 《Arthropod Structure & Development》. Evolution of Segmentation 46 (3): 354–379. Bibcode:2017ArtSD..46..354O. doi:10.1016/j.asd.2016.10.011. ISSN 1467-8039. PMID 27989966.
17. ↑  Aria, Cédric; Caron, Jean-Bernard (May 2017). “Burgess Shale fossils illustrate the origin of the mandibulate body plan”. 《Nature》 (영어) 545 (7652): 89–92. Bibcode:2017Natur.545...89A. doi:10.1038/nature22080. ISSN 0028-0836. PMID 28445464. S2CID 4454526. 2023년 1월 12일에 확인함.
18. ↑  Tanaka, Gengo; Hou, Xianguang; Ma, Xiaoya; Edgecombe, Gregory D.; Strausfeld, Nicholas J. (2013년 10월 17일). “Chelicerate neural ground pattern in a Cambrian great appendage arthropod”. 《Nature》 502 (7471): 364–367. Bibcode:2013Natur.502..364T. doi:10.1038/nature12520. PMID 24132294. S2CID 4456458.
19. ↑  Chen, Junyuan; Waloszek, Dieter; Maas, Andreas (2004). “A new 'great-appendage' arthropod from the Lower Cambrian of China and homology of chelicerate chelicerae and raptorial antero-ventral appendages”. 《Lethaia》 (영어) 37 (1): 3–20. Bibcode:2004Letha..37....3C. doi:10.1080/00241160410004764. ISSN 1502-3931.
20. ↑  Chen, Jun-Yuan (2009). “The sudden appearance of diverse animal body plansduring the Cambrian explosion”. 《The International Journal of Developmental Biology》 53 (5–6): 733–751. doi:10.1387/ijdb.072513cj. ISSN 1696-3547. PMID 19557680.
21. ↑  Haug, Joachim T.; Waloszek, Dieter; Maas, Andreas; Liu, Yu; Haug, Carolin (March 2012). “Functional morphology, ontogeny and evolution of mantis shrimp-like predators in the Cambrian: MANTIS SHRIMP-LIKE CAMBRIAN PREDATORS”. 《Palaeontology》 (영어) 55 (2): 369–399. doi:10.1111/j.1475-4983.2011.01124.x. S2CID 82841481.
22. ↑  Liu, Yu; Ortega-Hernández, Javier; Zhai, Dayou; Hou, Xianguang (2020년 6월 25일). “A Reduced Labrum in a Cambrian Great-Appendage Euarthropod”. 《Current Biology》 (영어) 30 (15): 3057–3061.e2. Bibcode:2020CBio...30E3057L. doi:10.1016/j.cub.2020.05.085. ISSN 0960-9822. PMID 32589912. S2CID 220057956.
23. ↑  Tanaka, Gengo; Hou, Xianguang; Ma, Xiaoya; Edgecombe, Gregory D.; Strausfeld, Nicholas J. (2013년 10월 17일). “Chelicerate neural ground pattern in a Cambrian great appendage arthropod”. 《Nature》 (영어) 502 (7471): 364–367. Bibcode:2013Natur.502..364T. doi:10.1038/nature12520. ISSN 0028-0836. PMID 24132294. S2CID 4456458. 2023년 1월 12일에 확인함.